# Tracy Slatyer
Tracy Robin Slatyer est une professeure de physique des particules spécialisée en astrophysique, au MIT.
Tracy Slatyer est récipiendaire du prix Rossi en 2014 pour la co-découverte des bulles de Fermi,,.

## Jeunesse et formation
Slatyer naît aux îles Salomon, puis grandit en Australie et aux Fidji. Elle fait des études au Narrabundah College (en) de Canberra, puis complète en 2005 son premier cycle universitaire de physique théorique à l'Université nationale australienne. Slatyer complète son Ph.D. à l'université Harvard en 2010.

## Recherche
De 2010 à 2013, elle est à l'Institute for Advanced Study. Elle rejoint le MIT en 2014, puis devient permanente en 2019.

## Prix et distinction
- 2021 : prix de physique fondamentale
- 2019 : Presidential Early Career Award for Scientists and Engineers[9]
- 2017 : prix Henry-Primakoff remis par la Société américaine de physique[10]
- 2014 : Prix Bruno-Rossi (avec Douglas Finkbeiner et Meng Su)[4]